# Devonport (Australie)
Pour les articles homonymes, voir Devonport.
Devonport est une ville située au nord-ouest de la Tasmanie, en Australie. Devonport et Burnie, ville légèrement plus petite, sont les deux principales villes du nord-ouest de l'état. C'est le point d'embarquement de la Tasmanie pour Melbourne dans l'État de Victoria. Elle compte 22 315 habitants.

## Histoire
La région fut explorée par le Capitaine Charles Hardwicke en 1823. Appelée d'abord « Port Frederick », puis « Mersey River », du nom de la rivière traversant la ville, elle fut ensuite divisée en deux : « Formby » à l'ouest et « Torquay » à l'est. Les villes furent à nouveau fusionnées sous leur nom actuel en 1890. Le quartier est porte le nom d'« East Devonport ».
Devonport est élevée au rang de ville en 1981 par le prince Charles de Galles.

## Climat
| Mois                                  | jan.      | fév.      | mars     | avril     | mai       | juin      | jui.      | août      | sep.    | oct.      | nov.      | déc.      | année          |
| ------------------------------------- | --------- | --------- | -------- | --------- | --------- | --------- | --------- | --------- | ------- | --------- | --------- | --------- | -------------- |
| Température minimale moyenne (°C)     | 12,4      | 12,7      | 11       | 8,8       | 6,8       | 5,1       | 4,7       | 4,9       | 6,1     | 7,4       | 9,3       | 10,7      | 8,3            |
| Température maximale moyenne (°C)     | 21,6      | 21,8      | 20,5     | 17,8      | 15,4      | 13,5      | 12,8      | 13,1      | 14,3    | 16        | 18        | 19,8      | 17             |
| Record de froid (°C) date du record   | 4 2009    | 4,2 2019  | 1,3 1995 | 0,5 1999  | −1,8 1994 | −1,9 2006 | −2,2 2015 | −1,6 1992 | −2 1995 | −0,3 2006 | 0,6 1998  | 1,6 1995  | −2,2 19/7/2015 |
| Record de chaleur (°C) date du record | 33,2 2010 | 30,6 2015 | 29 1992  | 24,9 2005 | 20,7 1996 | 18,8 2003 | 17,2 2020 | 18,1 2001 | 20 2011 | 24,8 2008 | 28,2 2020 | 30,9 1998 | 33,2 9/1/2010  |
| Ensoleillement (h)                    | 263,5     | 240,1     | 210,8    | 171       | 142,6     | 132       | 136,4     | 151,9     | 186     | 232,5     | 246       | 257,3     | 2 370,1        |
| Précipitations (mm)                   | 48        | 35,3      | 42,8     | 56,8      | 64,4      | 71,8      | 86,3      | 81,5      | 76,8    | 55,2      | 57,1      | 47,4      | 723,4          |
| Nombre de jours avec précipitations   | 7,1       | 6,9       | 7,8      | 9,7       | 12,4      | 13        | 15,6      | 16        | 15,1    | 12        | 10,9      | 8,8       | 135,3          |
| Humidité relative (%)                 | 67        | 71        | 73       | 74        | 81        | 83        | 84        | 81        | 75      | 73        | 69        | 66        | 75             |

| Diagramme climatique                                  |              |            |             |             |             |             |             |             |           |           |              |
| J                                                     | F            | M          | A           | M           | J           | J           | A           | S           | O         | N         | D            |
| 21,612,448                                            | 21,812,735,3 | 20,51142,8 | 17,88,856,8 | 15,46,864,4 | 13,55,171,8 | 12,84,786,3 | 13,14,981,5 | 14,36,176,8 | 167,455,2 | 189,357,1 | 19,810,747,4 |
| Moyennes : • Temp. maxi et mini °C • Précipitation mm |              |            |             |             |             |             |             |             |           |           |              |

## Jumelage
Minamata (Japon) depuis 1996